# Professional Futbol Klubi Paxtakor
Il Professional Futbol Klubi Paxtakor, noto come Pakhtakor, è una società calcistica di Tashkent, in Uzbekistan. Milita nella Oʻzbekiston Professional Futbol Ligasi, la massima divisione del campionato nazionale. Il colore sociale è il giallo.

## Storia
Dal crollo dell'Unione Sovietica è una delle compagini egemoni del calcio uzbeko, avendo vinto sei titoli consecutivi dal 2002 al 2007 e sette coppe nazionali consecutive (2001-2007). Ogni anno è una delle favorite per la vittoria della AFC Champions League, come testimonia il raggiungimento delle semifinali nel 2002-2003 e nel 2004.
Durante gli anni della RSS Uzbeka, il club ha militato in tutto per 22 campionati in massima divisione, conquistando 212 vittorie, 211 pareggi e 299 sconfitte ed è stata l'unica squadra uzbeka ad aver militato nella massima serie. Il suo miglior risultato in campionato fu il sesto posto raggiunto due volte (1962, 1982), mentre in coppa la squadra è riuscita ad arrivare in finale nel 1967-1968.
Nel 1979, 17 giocatori morirono in un incidente aereo nei cieli di Dniprodzeržins'k, quando l'aereo su cui viaggiavano si scontrò in volo con un altro aereo. La squadra venne "ricostruita" anche grazie al prestito di un giocatore da parte di ogni squadra dell'allora campionato sovietico: tra questi Andrej Jakubik, della Dinamo Mosca, il quale, dopo un breve ritorno a Mosca nel 1980, terminerà la carriera di nuovo nella squadra di Tashkent, dove realizzerà ben 58 gol in 105 partite e guiderà la squadra allo storico sesto posto del 1982.

## Palmarès

### Competizioni nazionali
- Pervaja Liga: 1

1972
- Campionato uzbeko: 16

1992, 1998, 2002, 2003, 2004, 2005, 2006, 2007, 2012, 2014, 2015, 2019, 2020, 2021, 2022, 2023
- Coppa d'Uzbekistan: 13

1993, 1997, 2001, 2002, 2003, 2004, 2005, 2006, 2007, 2009, 2011, 2019, 2020
- Supercoppa dell'Uzbekistan: 2

2021, 2022

### Competizioni internazionali
- Coppa dei Campioni della CSI: 1

2007

### Altri piazzamenti
- Pervaja Liga:

Secondo posto: 1977, 1990
Terzo posto: 1976
- Coppa dell'Unione Sovietica:

Finalista: 1967-1968
Semifinalista: 1939
- Campionato uzbeko:

Secondo posto: 1993, 2001, 2008, 2009, 2010, 2018
Terzo posto: 2011, 2017
- Coppa d'Uzbekistan:

Finalista: 1996, 2008, 2018
Semifinalista: 2024
- Supercoppa dell'Uzbekistan:

Finalista: 1999, 2015, 2016, 2023
- AFC Champions League:

Semifinalista: 2002-2003, 2004
- Coppa dei Campioni della CSI:

Finalista: 2008
Semifinalista: 2003, 2009

## Allenatori
| Periodo   | Allenatore               |
| --------- | ------------------------ |
| 1956      | Valentin Bakhtenev       |
| 1957      | Jurij Chodotov           |
| 1957-1959 | Lev Ol'šanskij           |
| 1960-1963 | Aleksandr Keller         |
| 1963      | Gavriil Kačalin          |
| 1964      | Aleksandr Abramov        |
| 1965-1966 | Michail Jakušin          |
| 1967      | Boris Arkad'ev           |
| 1968      | Evgenij Eliseev          |
| 1969-1970 | Michail Jakušin          |
| 1971      | Aleksandr Keller         |
| 1972-1975 | Vjačeslav Solov'ёv       |
| 1975      | Gavriil Kačalin          |
| 1976      | Anatolij Bašaškin        |
| 1976      | Gennadij Krasnickij      |
| 1977-1979 | Aleksandr Kočetkov       |
| 1979      | Oleh Bazylevyč           |
| 1980      | Sergej Mosjagin          |
| 1981-1985 | Ištvan Sekech            |
| 1986      | Viktor Tikhonov          |
| 1987-1988 | Berador Abduraimov       |
| 1989      | Viktor Nosov             |
| 1990-1991 | Fëdor Novikov            |
| 1991-1992 | Aleksandr Tarchanov      |
| 1992      | Ahrol Inoyatov           |
| 1993      | Bahadir Ibrahimov        |
| 1994      | Rustam Akramov           |
| 1994      | Ahral Inayatov           |
| 1995-1996 | Hans Verèl               |
| 1996-1997 | Alexander Ivankov        |
| 1998-1999 | Ubirajara Veiga da Silva |
| 2000      | Alexander Ivankov        |
| 2001-2002 | Sergej Butenko           |
| 2002      | Viktor Djalilov          |
| 2002      | Ravshan Haydarov         |
| 2003-2006 | Täçmyrat Agamyradow      |
| 2006      | Valerij Nepomnjaščij     |
| 2006-2007 | Ravshan Haydarov         |
| 2008-2009 | Viktor Djalilov          |
| 2010      | Miodrag Radulović        |
| 2010-2011 | Ravshan Haydarov         |
| 2011      | Murad Ismailov           |
| 2012      | Dejan Đurđević           |
| 2012-2014 | Murad Ismailov           |
| 2014-2015 | Samvel Babayan           |
| 2015      | Aleksandr Grigorjan      |
| 2015-2016 | Numon Khasanov           |
| 2016-2017 | Grigory Kolosovsky       |
| 2017      | Ravshan Haydarov         |
| 2017      | Djasur Abduraimov        |
| 2017-oggi | Shota Arveladze          |

## Organico

### Rosa 2025
Aggiornata al 15 gennaio 2025.
| N. |                       | Ruolo | Calciatore              |
| -- | --------------------- | ----- | ----------------------- |
| 2  | Uzbekistan (bandiera) | D     | Ibrokhimhalil Yoldoshev |
| 3  | Uzbekistan (bandiera) | D     | Khojiakbar Alijonov     |
| 4  | Uzbekistan (bandiera) | D     | Akramjon Komilov        |
| 5  | Uzbekistan (bandiera) | D     | Anzur Ismailov          |
| 6  | Uzbekistan (bandiera) | D     | Alisher Salimov         |
| 7  | Uzbekistan (bandiera) | D     | Sadriddin Abdullaev     |
| 8  | Uzbekistan (bandiera) | C     | Asadbek Sobirjonov      |
| 9  | Uzbekistan (bandiera) | C     | Jaloliddin Masharipov   |
| 10 | Serbia (bandiera)     | A     | Dragan Ćeran            |
| 11 | Uzbekistan (bandiera) | A     | Igor Sergeev            |
| 13 | Uzbekistan (bandiera) | C     | Ruslan Roziyev          |
| 14 | Uzbekistan (bandiera) | C     | Khumoyunmirzo Iminov    |
| 15 | Uzbekistan (bandiera) | D     | Egor Krimets            |
| 17 | Uzbekistan (bandiera) | C     | Dostonbek Khamdamov     |
| 20 | Uzbekistan (bandiera) | C     | Odiljon Hamrobekov      |

| N. |                       | Ruolo | Calciatore           |
| -- | --------------------- | ----- | -------------------- |
| 21 | Uzbekistan (bandiera) | C     | Abror Ismoilov       |
| 23 | Uzbekistan (bandiera) | D     | Sherzod Azamov       |
| 24 | Uzbekistan (bandiera) | C     | Doston Ibragimov     |
| 25 | Uzbekistan (bandiera) | P     | Eldorbek Suyunov     |
| 27 | Uzbekistan (bandiera) | C     | Sardor Sabirkhodjaev |
| 28 | Uzbekistan (bandiera) | C     | Diyor Xolmatov       |
| 29 | Uzbekistan (bandiera) | D     | Vladimir Kozak       |
| 34 | Uzbekistan (bandiera) | D     | Farrukh Sayfiev      |
| 35 | Uzbekistan (bandiera) | P     | Sanjar Kuvvatov      |
| 50 | Uzbekistan (bandiera) | P     | Umid Khamraev        |
| 77 | Svizzera (bandiera)   | A     | Eren Derdiyok        |
| 99 | Uzbekistan (bandiera) | C     | Javokhir Sidikov     |
|    | Brasile (bandiera)    | P     | Jhonatan             |